# Alfabetización científica
La alfabetización científica abarca la alfabetización escrita, numérica y digital en lo que respecta al entendimiento de la ciencia, su metodología, observaciones y teorías. Se preocupa principalmente por la comprensión del método científico, las unidades y métodos de medición, el empirismo y la interpretación de las estadísticas, así como una comprensión básica de los campos científicos centrales, como la física , química, biología, ecología, geología y computación.

## Definición
La OCDE define la alfabetización científica como "la capacidad de involucrarse con temas relacionados con la ciencia y con las ideas de la ciencia, como un ciudadano reflexivo". Por lo tanto, una persona con conocimientos científicos está dispuesta a participar en un discurso razonado sobre ciencia y tecnología que requiera las competencias para: 
- Explicar los fenómenos científicamente: reconocer, ofrecer y evaluar explicaciones para una variedad de fenómenos naturales y tecnológicos.
- Evaluar y diseñar la investigación científica: describir y evaluar las investigaciones científicas y proponer formas de abordar las preguntas científicamente.
- Interpretar datos y evidencia científicamente: analizar y evaluar datos, afirmaciones y argumentos en una variedad de representaciones y sacar conclusiones científicas apropiadas.

Según el Centro Nacional de Estadísticas Educativas de los Estados Unidos, «la alfabetización científica es el conocimiento y la comprensión de los conceptos y procesos científicos necesarios para la toma de decisiones personales, la participación en asuntos cívicos y culturales y la productividad económica». Una persona científicamente alfabetizada se define como aquella que tiene la capacidad de:
- Comprender, experimentar y razonar, así como interpretar hechos científicos y su significado.
- Preguntar, buscar o determinar respuestas a preguntas derivadas de la curiosidad por las experiencias cotidianas.
- Describir, explicar y predecir fenómenos naturales.
- Leer artículos con conocimiento de la ciencia en la prensa y participar en una conversación sobre la validez de las conclusiones.
- Identificar cuestiones científicas subyacentes a las decisiones nacionales y locales y expresar posiciones que estén informadas científica y tecnológicamente.
- Evaluar la calidad de la información científica sobre la base de su fuente y los métodos utilizados para generarla.
- Plantear y evaluar argumentos basados en evidencia y aplicar las conclusiones de tales argumentos de manera apropiada.[3]

La alfabetización científica también puede definirse en un lenguaje similar a las definiciones de alfabetización oceánica, alfabetización en ciencias de la Tierra y alfabetización climática. Por tanto, una persona con conocimientos científicos puede:
- Comprender la ciencia relevante a los problemas ambientales y sociales.
- Comunicarse claramente sobre la ciencia.
- Tome decisiones informadas sobre estos temas.

Finalmente, la alfabetización científica puede involucrar actitudes particulares hacia el aprendizaje y uso de la ciencia. Un ciudadano con conocimientos científicos es capaz de investigar los hechos por sí mismo.

## Actitudes como parte de la alfabetización científica
Las actitudes sobre la ciencia pueden tener un efecto significativo en la alfabetización científica. En la teoría de la educación, la comprensión del contenido se encuentra en el dominio cognitivo, mientras que las actitudes se encuentran en el dominio afectivo. Así, las actitudes negativas, como el miedo a la ciencia, pueden actuar como un filtro afectivo y un impedimento para la comprensión y los futuros objetivos de aprendizaje. En los Estados Unidos, se sabe que las actitudes de los estudiantes hacia la ciencia disminuyen a partir del cuarto grado y continúan disminuyendo hasta la escuela intermedia y secundaria. Este comienzo de sentimientos negativos hacia la ciencia se debe a un mayor énfasis en las calificaciones. Los estudiantes comienzan a sentir que están logrando menos, lo que les hace perder la motivación en el aula y la participación de los estudiantes disminuye. Está documentado que los estudiantes que conservan una alta motivación para aprender tendrán una actitud más positiva hacia la asignatura. Los estudios de las actitudes de los estudiantes universitarios sobre el aprendizaje de la física sugieren que estas actitudes pueden dividirse en categorías de conexiones con el mundo real, conexiones personales, conexiones conceptuales, esfuerzo de los estudiantes y resolución de problemas.
El aspecto de la toma de decisiones de la alfabetización científica sugiere nuevas actitudes sobre el estado del mundo, la responsabilidad de uno por su bienestar y el sentido de empoderamiento de uno para marcar la diferencia. Estas actitudes pueden ser medidas importantes de la alfabetización científica, como se describe en el caso de la alfabetización oceánica.

## Ciencia, sociedad y medio ambiente
La interdependencia de los seres humanos y nuestro entorno natural está en el corazón de la alfabetización científica en los sistemas terrestres. Según lo definido por el consenso nacional entre científicos y educadores de Estados Unidos, esta alfabetización tiene dos partes clave. Primero, se define una persona alfabetizada, en un lenguaje que se hace eco de la definición anterior de alfabetización científica. En segundo lugar, se enumeran un conjunto de conceptos, organizados en seis a nueve grandes ideas o principios esenciales. Este proceso de definición se llevó a cabo primero para la alfabetización oceánica, luego para los Grandes Lagos, los estuarios, la atmósfera y el clima. La alfabetización en ciencias de la Tierra es uno de los tipos de alfabetización definidos para los sistemas terrestres; las cualidades de una persona con conocimientos de ciencias de la Tierra son representativas de las cualidades de todas las definiciones de alfabetización del sistema terrestre.
Según la Iniciativa de Alfabetización en Ciencias de la Tierra, una persona con conocimientos de ciencias de la Tierra:
- comprende los conceptos fundamentales de los muchos sistemas de la Tierra
- sabe cómo encontrar y evaluar información científicamente creíble sobre la Tierra
- comunica sobre las ciencias de la Tierra de una manera significativa
- es capaz de tomar decisiones informadas y responsables con respecto a la Tierra y sus recursos[14]

Todos los tipos de alfabetización en los sistemas terrestres tienen una definición como la anterior. La alfabetización oceánica se define además como «comprender nuestro impacto en el océano y el impacto del océano en nosotros». De manera similar, el sitio web de alfabetización climática incluye un principio rector para la toma de decisiones; «los seres humanos pueden tomar medidas para reducir el cambio climático y sus impactos». Cada tipo de alfabetización en sistemas terrestres define los conceptos que los estudiantes deben comprender al graduarse de la escuela secundaria. Los esfuerzos educativos actuales en la alfabetización de los sistemas terrestres tienden a centrarse más en los conceptos científicos que en el aspecto de la alfabetización de toma de decisiones, pero la acción ambiental sigue siendo un objetivo declarado.
El tema de la ciencia en un contexto socialmente relevante aparece en muchas discusiones sobre alfabetización científica. Las ideas que surgen en las ciencias de la vida incluyen una alusión a la alfabetización ecológica, el "bienestar de la tierra". Robin Wright, escritor de Cell Biology Education, se lamenta «¿los malentendidos [de los estudiantes] o la falta de conocimiento acerca de la ciencia pondrán en peligro nuestra forma de vida democrática y la seguridad nacional?» Una discusión sobre la alfabetización física incluye la conservación de energía, el agotamiento del ozono y el calentamiento global.

## Promover y medir
La alfabetización científica siempre ha sido un elemento importante del movimiento de estándares en la educación. Todos los documentos de alfabetización científica se han redactado con la intención explícita de influir en los estándares educativos, como un medio para impulsar el plan de estudios, la enseñanza, la evaluación y, en última instancia, el aprendizaje en todo el país. Además, la alfabetización científica proporciona una base importante para tomar decisiones sociales informadas. La ciencia es un proceso humano que se lleva a cabo en un contexto social, lo que la hace relevante como parte de nuestra educación científica. Para que las personas tomen decisiones basadas en la evidencia, todos deben tratar de mejorar su conocimiento científico.
Algunas organizaciones han intentado comparar la alfabetización científica de los adultos en diferentes países. La Organización para la Cooperación y el Desarrollo Económicos descubrió que la alfabetización científica en los Estados Unidos no difiere significativamente del promedio de la OCDE.
Los educadores universitarios están intentando desarrollar instrumentos confiables para medir la competencia científica, y el uso de inventarios de conceptos está aumentando en los campos de la física, astronomía, química, biología y ciencias de la tierra.